# Mercedes-AMG F1 W13 E Performance
Der Mercedes-AMG F1 W13 E Performance war der Formel-1-Rennwagen des Mercedes-Werksteams für die Formel-1-Weltmeisterschaft 2022. Er ist der 14. Mercedes-Formel-1-Rennwagen insgesamt und der 13. der modernen Ära. Er wurde am 18. Februar 2022 in Silverstone präsentiert. Die Bezeichnung F1 W13 E Performance steht für Mercedes F1, das bei Mercedes-Benz traditionell nummerierte W für Wagen sowie die beworbenenen Performance-Hybridfahrzeuge der Submarke AMG (E Performance).
Für die Entwicklung des Fahrzeugs zeichnete als Technischer Direktor erstmals Mike Elliott gesamtverantwortlich. Angetrieben wurde der Rennwagen von dem weiterentwickelten 1,6-Liter-V6-Turbo-Hybridmotor von Mercedes AMG HPP aus der Vorsaison.
Mit dem mutig und im Jahrgang einzigartig designten F1 W13 E Performance startete (siehe z. B. Zeropod-Konzept) das Mercedes-Werksteam in die Epoche der modernen Ground-Effect-Autos, konnte jedoch nicht an die Erfolge der vorigen Reglementepoche anknüpfen. Mit dem Wagen gelang insgesamt nur ein Grand-Prix-Sieg durch George Russell in Brasilien.

## Technik und Entwicklung
Das Einsatzfahrzeug der Saison 2022, der Mercedes-AMG F1 W13 E Performance, wurde am 18. Februar 2022 in Silverstone präsentiert. Anschließend wurde im Rahmen eines Shakedowns auf dem Silverstone Circuit ein erster Funktionstest durchgeführt.
Der F1 W13 E Performance ist das Nachfolgemodell des F1 W12 E Performance. Da das technische Reglement zur Saison 2022 erhebliche Veränderungen umfasste, ist das Fahrzeug größtenteils eine Neuentwicklung. Aufgrund der umfangreichen Änderungen fanden 2022 wieder sechs Tage Testfahrten vor der Saison, vom 23. bis 25. Februar in Barcelona und vom 10. bis 12. März in Bahrain, statt.
Die Entwicklung des F1 W13 wurde nach einer Umstrukturierung im Ingenieursteam erstmals federführend vom neuen Technischen Direktor Mike Elliott verantwortet, nachdem James Allison aus dem Tagesgeschäft in eine strategischere Rolle als Technologiedirektor wechselte. Das restliche Ingenieursteam um Aldo Costa, John Owen und Loic Serra blieb weitgehend konstant.
Wie alle Formel-1-Fahrzeuge des Jahrgangs 2022 ist der Mercedes-AMG F1 W13 E Performance ein hinterradangetriebener Monoposto mit einem Monocoque aus kohlenstofffaserverstärktem Kunststoff (CFK). Neben dem Monocoque bestehen viele weitere Teile des Fahrzeugs, darunter die Verkleidung und Flügel aus CFK. Auch die Bremsscheiben sind aus einem hitzebeständigen kohlenstofffaserverstärktem Verbundmaterial. Die Einsatzreifen während der Saison 2022 stammten von Einheitslieferant Pirelli.
Angetrieben wird der F1 W13 E Performance vom Mercedes-AMG F1 M13 E Performance, der in der Fahrzeugmitte montiert ist, einem abgasturboaufgeladenen 1,6-Liter-V6-Motor mit vier obenliegenden Nockenwellen von Mercedes-AMG mit zusätzlichem einstufigem Kompressor, sowie einem 120 kW starken Elektromotor. Es handelte sich um die 2022er Ausbaustufe des seit 2014 verwendeten Formel-1-Motors von Mercedes. Die Verbrennereinheit musste jedoch an die neuen Herausforderungen durch die reglementbedingte Umstellung auf E10-Kraftstoff angepasst werden. Die Kraft überträgt ein sequentielles, mit Schaltwippen betätigtes Achtganggetriebe.
Die Gesamtbreite des Fahrzeugs beträgt 2000 mm, die Höhe 970 mm. Der Frontflügel hat eine Breite von 2000 mm, der Heckflügel von 1050 mm sowie eine Höhe von 910 mm. Der Diffusor ist 175 mm hoch sowie 1050 mm breit. Der Wagen ist mit 305 mm breiten Vorderreifen und mit 405 mm breiten Hinterreifen des Einheitslieferanten Pirelli ausgestattet, die auf 18-Zoll-Rädern montiert sind.
Die erstmalige Einführung eines Groundeffect-Reglements in der Formel 1 seit der Saison 1982 bedeutete eine aerodynamische Kehrtwende gegenüber der vorigen Rennwagengeneration und ging zudem mit neuen Maßen für (vereinfachte) Front- und Heckflügel, einer deutlichen Reduzierung von Zusatzflügeln besonders im Bereich der Bargeboards sowie neuen Raddimensionen (18 Zoll-Niederquerschnittsreifen) einher. Die Änderungen zielten darauf ab, Outwash-Elemente und Turbulenzen so zu verringern, dass das Hinterherfahren und Überholen vereinfacht wird. Durch die Beschneidung der äußeren aerodynamischen Flächen und die Nutzung der Saugnapfwirkung des Unterbodens wurde hier fortan der größte Teil des Gesamtabtriebs erzielt.
Der Rennwagen verfügte, wie alle Formel-1-Fahrzeuge seit 2011, über DRS und das seit 2018 vorgeschriebene Halo-System zum Schutz des Fahrers.
Zeropod-Konzept

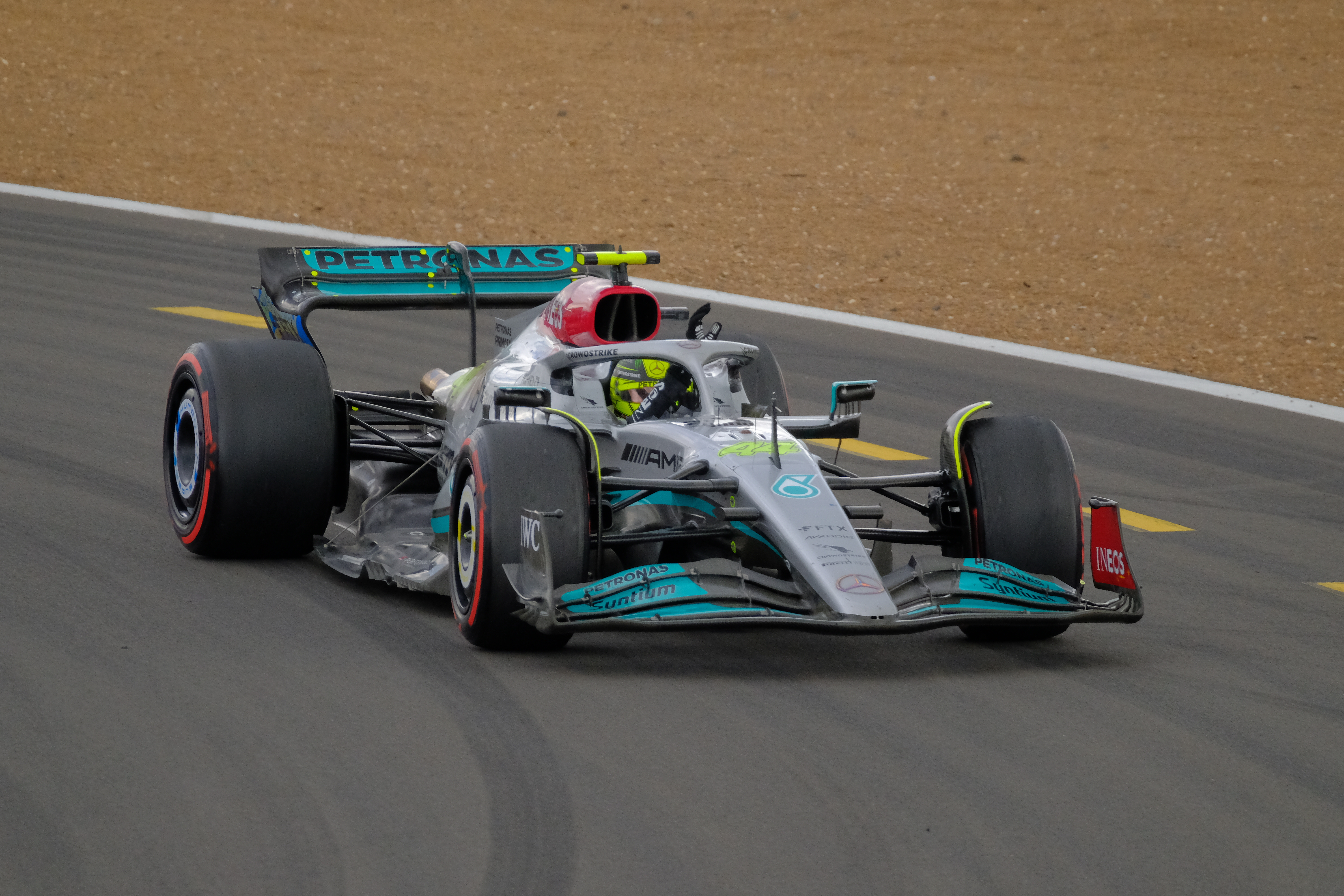
Auffällig: Der exponierte Unterboden aufgrund der minimal ausgeführten Seitenkästen am W13

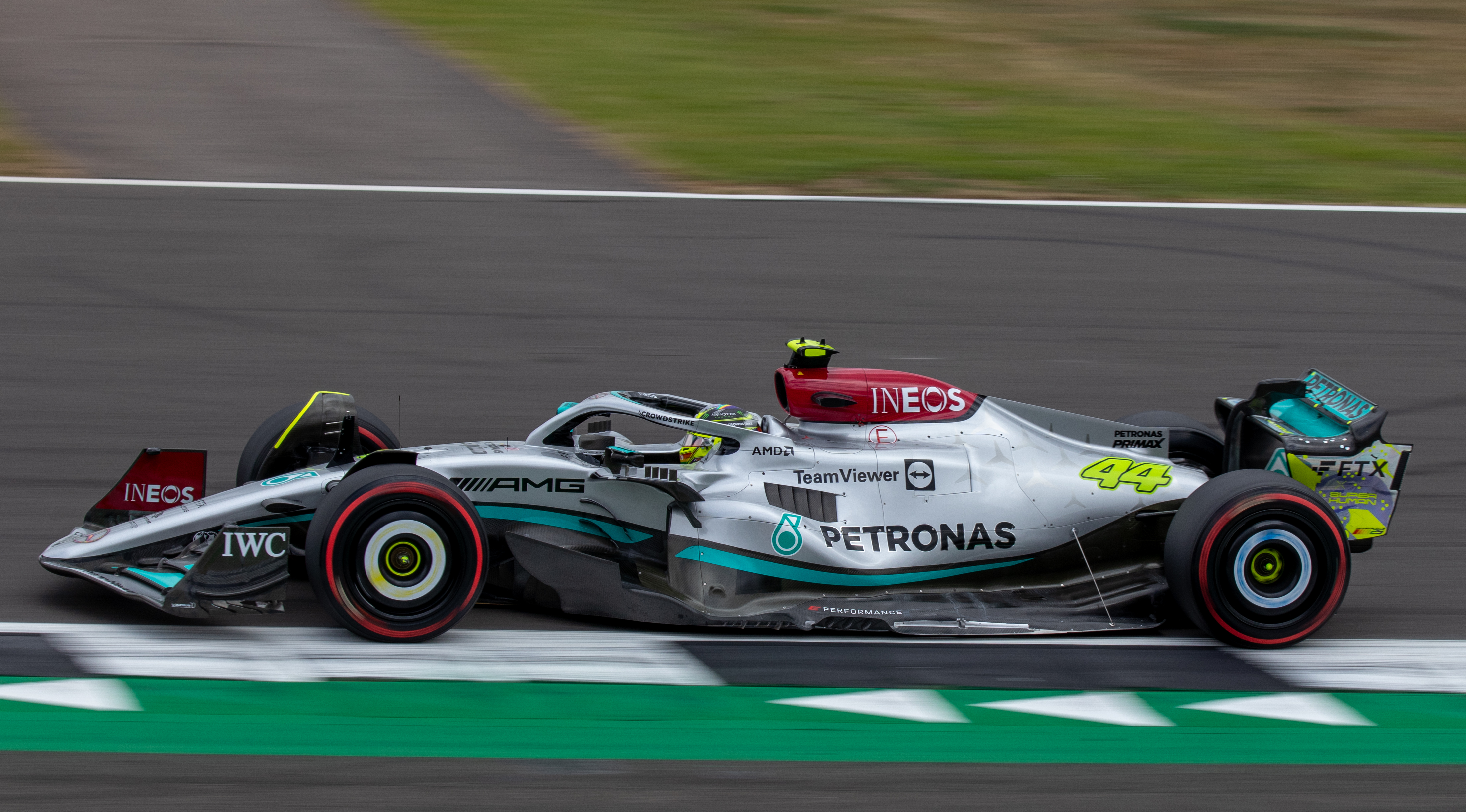
Nachträglich montierte Streben vor den Hinterrädern sollten das Verbiegen des Unterbodens und das Porpoising verringern

Das Team trat zu den ersten drei Testtagen zunächst noch mit einer früheren Entwicklungsstufe des F1 W13 an, bevor das finale Einsatzfahrzeug für den Saisonstart in Bahrain präsentiert wurde. Das Fahrzeug unterschied sich von Beginn an äußerlich und konzeptionell deutlich von den Wettbewerbern. Augenscheinlich fiel der F1 W13 vor allem durch revolutionäre, nur noch minimal ausgeführte, hochformatige Seitenkästen auf, welche später als Zeropods bezeichnet wurden. Der verbliebene Lufteinlass konnte mit kleiner, trapezförmiger Öffnung weit nach unten verlegt und die innere Kühlerarchitektur senkrecht in Richtung Fahrzeugmitte angestellt werden. Die vorgeschriebenen seitlichen Crashpunkte – eigentlich nicht sichtbar, da vom Seitenkasten umbaut – wurden zu reinen Spiegelhaltern und Luftleitern umfunktioniert, die seitlich aus dem Chassis hervorstehen. Durch diese Kühleranordnung und das extrem enge Packaging steigt zwar der Schwerpunkt des Fahrzeugs, die Ingenieure versprachen sich jedoch aerodynamische Vorteile durch die in weiten Teilen freiliegende Oberseite des Unterbodens. Die Konkurrenz befürchtete vor Saisonbeginn bei Bewährung dieses Konzepts einen langwierigen Nachteil, da ein Nachbau maximal komplex ausfiele. Ersten Zweifeln an der Legalität des F1 W13 seitens der Konkurrenz folgten nach dem Saisonauftakt keine weiteren Einwände mehr. Die FIA beanstandete das Konzept zu keinem Zeitpunkt.
Bei den ersten Testfahrten in Barcelona zeigte sich bereits das charakteristische aerodynamisch bedingte Aufschwingen der Groundeffect-Autos bei Höchstgeschwindigkeit – bekannt als Porpoising bzw. Bouncing. Bei dem Effekt gerät das gesamte Fahrzeug durch den zyklisch verlaufenden Aufbau und Abriss von Anpressdruck unter dem Auto in ein Hüpfen. Der Unterboden wird immer wieder so stark angesaugt, dass er den Boden berührt, die Strömung abreißt und das Auto aus den Federn springt, bevor es erneut angesaugt wird. In der weiterentwickelten Version litt der F1 W13 verglichen mit der Konkurrenz weiter unter starkem Porpoising. Dieses kann zu erhöhtem Luftwiderstand auf den Geraden, einer Abnutzung der Bodenplatte über die erlaubte Grenze hinaus sowie mangelndem Vertrauen der Fahrer in das Auto führen. Über die Anhebung der Fahrhöhe ist der Effekt grundsätzlich zu verringern, jedoch mit Performanceverlusten, da Groundeffect-Autos für hohe Abtriebswerte möglichst tief gefahren werden müssen. Mercedes nutzte trotzdem die B-Version als weitere Basis, da die Simulationen bessere Abtriebswerte und Performance prognostizierten.
Nach einem ersten Upgradepaket in Barcelona konnte Mercedes das Porpoising auf eben asphaltierten, klassischen Rennstrecken mit flachen Kerbs (wie Barcelona oder Silverstone) besser kontrollieren. In beiden Rennen gelangen Mercedes nun entgegen dem Saisonstart Podestplätze aus eigener Kraft.
Auf Stadtkursen mit Bodenwellen oder hohen Kerbs wie Monaco, Montreal oder Baku litten die Fahrer neben dem Porpoising zudem unter einer hohen Steifigkeit in langsamen Passagen und dem Springen über Unebenheiten, wodurch die Bodenfreiheit und Fahrlinie angepasst werden musste. Das rein mechanisch bedingte Aufsetzen wird in Abgrenzung zu der aerodynamisch ausgelösten Instabilität als Bottoming bezeichnet.
In Belgien griff erstmals die Technische Direktive TD 039, nach der die FIA das Porpoising unter Sicherheitsaspekten während der Rennen messen und bei Überschreitung der Toleranzen, Teilnehmer disqualifizieren konnte. Die Direktive wurde vor allem infolge der Erfahrungen des Rennens in Baku ausgegeben. Mehrere Fahrer, darunter die Mercedes-Piloten, hatten Bedenken über gesundheitliche Beschwerden aufgrund des Porpoisings geäußert. Verschiedene Wettbewerber kritisierten Zeitpunkt, Inhalt und Messmethodik der TD. Die Teams mussten in der zweiten Saisonhälfte sicherstellen, das Porpoising zu kontrollieren – notfalls mit einer Erhöhung der Bodenfreiheit. Im weiteren Saisonverlauf zeigte sich, dass die TD keinen wesentlichen Einfluss auf das Kräfteverhältnis hatte und zu keinen Disqualifikationen führte.
Beim Saisonfinale in Abu Dhabi rollte Lewis Hamilton nur drei Runden vor dem Ziel mit dem ersten technisch bedingten Ausfall (Hydraulikleck) der Saison aus. Die hohe Zuverlässigkeit des W13 war vor dem Hintergrund des zum Saisonbeginn neu eingeführten, extremen Seitenkastenkonzepts und sehr engen Packagings bemerkenswert.

## Lackierung und Sponsoring
Der W13 E Performance war überwiegend in Silber lackiert. Zusätzlich gab sponsorenbedingt cyanfarbene (Petronas) sowie dunkelrote (Ineos) Farbakzente.
Es warben zudem AMD, Crowdstrike, Epson, FTX, IWC, Pirelli, Teamviewer und Tommy Hilfiger auf dem Fahrzeug.

## Fahrer
Mercedes trat in der Saison 2022 mit der Fahrerpaarung Lewis Hamilton und George Russell an. Hamilton bestritt seine zehnte Saison für das Team, Russell wechselte von Williams zu Mercedes und ersetzte Valtteri Bottas, der fortan für Alfa Romeo fuhr. Russell kam aus dem Mercedes-Juniorenprogramm und bestritt zur Vorbereitung drei Saisons mit Motorenkunde Williams.

## Saisonverlauf
Beim Saisonauftakt in Bahrain waren die Mercedes sowohl im Qualifying als auch im Rennen die erwartete dritte Kraft. Nach dem Doppelausfall der beiden Red Bull profitierte das Team im Rennen jedoch mit dem dritten und vierten Rang, wobei sich Lewis Hamilton das erste Podium der Saison sicherte. In Jeddah zeigten sich beim zweiten Saisonrennen größere Pace-Probleme, als Hamilton im Qualifying bereits im zweiten Segment scheiterte. Das Team konnte sich zu Beginn der Saison durch das intensiv auftretende Porpoising nicht auf die übliche Rennvorbereitung und Fahrzeugentwicklung konzentrieren, sondern musste zunächst das nicht hinreichend simulierbare Phänomen verstehen und abstellen.
In Melbourne und Imola offenbarten sich bei kühlen und wechselnden Bedingungen weitere Schwächen des Mercedes F1 W13. So hatten die Fahrer Schwierigkeiten die Reifen auf die richtige Betriebstemperatur zu bringen und der Wagen insgesamt einen zu hohen Luftwiderstand auf den Geraden im Verhältnis zu dem Gesamtabtrieb.

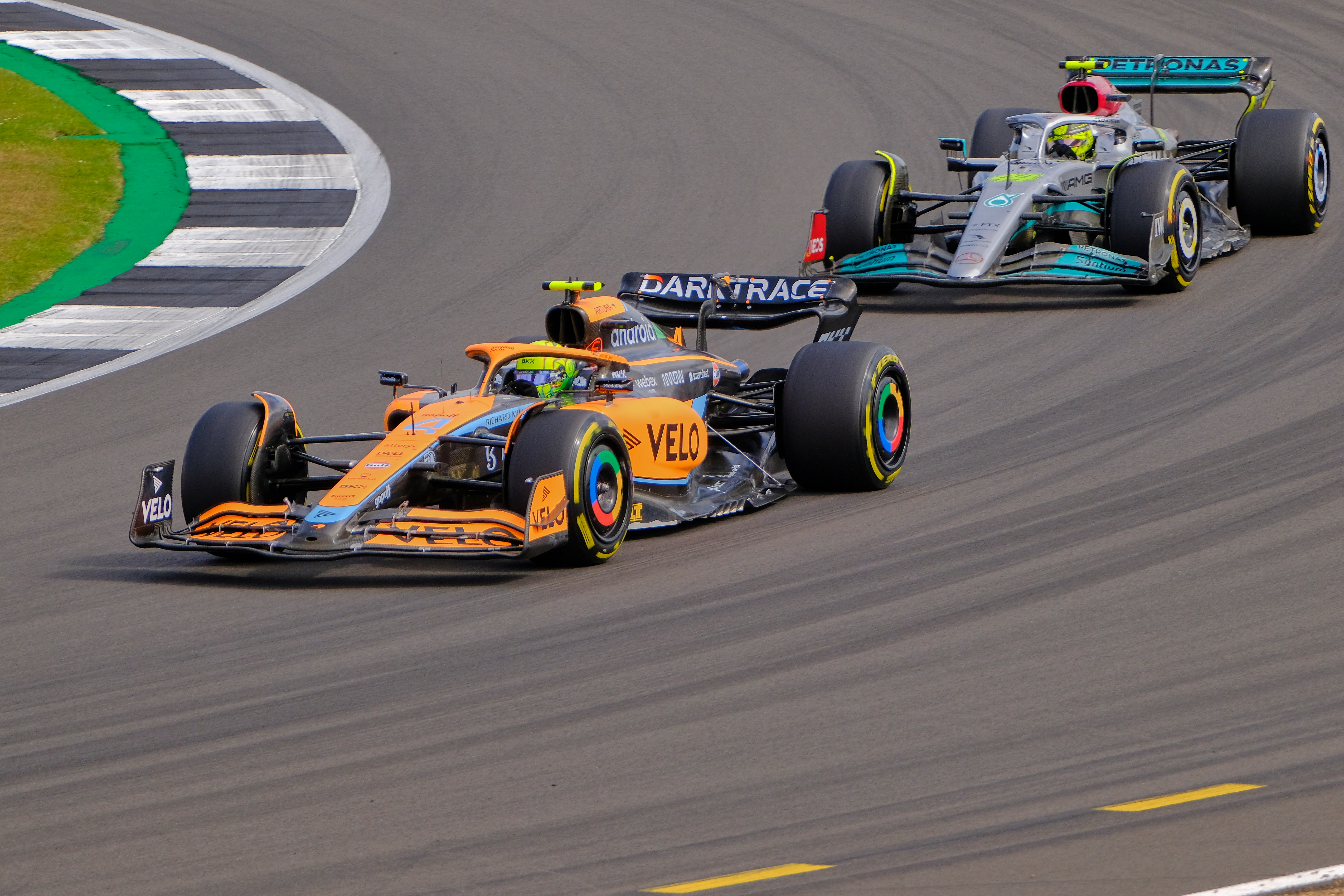
Hamilton in einer Rennszene beim britischen GP

Das Team zeigte im weiteren Saisonverlauf immer wieder schwankende Performances. Der F1 W13 verfügte nur über ein schmales Arbeitsfenster, welches in der Abstimmungsarbeit häufig schwer zu treffen war. Insgesamt hielt sich jedoch der Trend, dass der F1 W13 am Rennsonntag vor allem infolge des geringeren Reifenverschleißes näher an der Spitze lag, als im Qualifying.
Beim 13. Saisonlauf in Ungarn gelang dem Team mit George Russell die erste Pole-Position der Saison – zugleich die erste in der Karriere des jungen Briten. Im Rennen konnte dieser Platz nicht verteidigt werden, Russell fiel auf den dritten Platz hinter seinen Teamkollegen und Rennsieger Verstappen zurück.
Nach der Sommerpause und speziell nach einem Updatepaket in Austin entwickelte sich Mercedes zur zweiten Kraft und dem ersten Verfolger der inzwischen dominanten Red Bulls. Abgesehen von einzelnen Podiumsplatzierungen blieb ein GP-Sieg jedoch außer Reichweite. Erst beim Sprintwochenende in Brasilien konnte das Team mit dem F1 W13 kurz vor dem Saisonende den ersten Saisonsieg einfahren. Russell gewann zunächst das Sprintrennen nach einem rundenlangen Duell mit Verstappen und startete so am Sonntag vom ersten Platz. Auch das Hauptrennen konnte Russell gewinnen. Hamilton komplettierte den Doppelsieg mit seinem zweiten Rang von Startplatz 5 aus.
Die Saison endete nach 22 Grand Prix und drei Sprints mit 515 Punkten und dem Rückfall auf den dritten Rang in der Konstrukteurswertung. Während Podiumsplatzierungen im ersten Saisondrittel nur über die gute Zuverlässigkeit und möglichst fehlerfreie Exekution der Rennwochenenden möglich waren, entwickelte sich das Team in der zweiten Saisonhälfte bei vielen Rennen zur zweiten Kraft. Letztlich musste sich Mercedes mit dem gewagten Konzept Ferrari im Kampf um Rang 2 jedoch geschlagen geben.

## Ergebnisse
| Fahrer                          | Nr.                             | 1 | 2  | 3 | 4  | 5 | 6 | 7 | 8 | 9 | 10  | 11 | 12 | 13 | 14  | 15 | 16 | 17 | 18 | 19 | 20 | 21 | 22  | Punkte | Rang |
| ------------------------------- | ------------------------------- | - | -- | - | -- | - | - | - | - | - | --- | -- | -- | -- | --- | -- | -- | -- | -- | -- | -- | -- | --- | ------ | ---- |
| Formel-1-Weltmeisterschaft 2022 | Formel-1-Weltmeisterschaft 2022 |   |    |   |    |   |   |   |   |   |     |    |    |    |     |    |    |    |    |    |    |    |     | 515    | 3.   |
| L. Hamilton                     | 44                              | 3 | 10 | 4 | 13 | 6 | 5 | 8 | 4 | 3 | 3   | 38 | 2  | 2  | DNF | 4  | 5  | 9  | 5  | 2  | 2  | 23 | DNF | 515    | 3.   |
| G. Russell                      | 63                              | 4 | 5  | 3 | 4  | 5 | 3 | 5 | 3 | 4 | DNF | 4  | 3  | 3  | 4   | 2  | 3  | 14 | 8  | 5  | 4  | 1  | 5   | 515    | 3.   |

| Legende  | Legende            | Legende                                                          |
| Farbe    | Abkürzung          | Bedeutung                                                        |
| -------- | ------------------ | ---------------------------------------------------------------- |
| Gold     | –                  | Sieg                                                             |
| Silber   | –                  | 2. Platz                                                         |
| Bronze   | –                  | 3. Platz                                                         |
| Grün     | –                  | Platzierung in den Punkten                                       |
| Blau     | –                  | Klassifiziert außerhalb der Punkteränge                          |
| Violett  | DNF                | Rennen nicht beendet (did not finish)                            |
| Violett  | NC                 | nicht klassifiziert (not classified)                             |
| Rot      | DNQ                | nicht qualifiziert (did not qualify)                             |
| Rot      | DNPQ               | in Vorqualifikation gescheitert (did not pre-qualify)            |
| Schwarz  | DSQ                | disqualifiziert (disqualified)                                   |
| Weiß     | DNS                | nicht am Start (did not start)                                   |
| Weiß     | WD                 | zurückgezogen (withdrawn)                                        |
| Hellblau | PO                 | nur am Training teilgenommen (practiced only)                    |
| Hellblau | TD                 | Freitags-Testfahrer (test driver)                                |
| ohne     | DNP                | nicht am Training teilgenommen (did not practice)                |
| ohne     | INJ                | verletzt oder krank (injured)                                    |
| ohne     | EX                 | ausgeschlossen (excluded)                                        |
| ohne     | DNA                | nicht erschienen (did not arrive)                                |
| ohne     | C                  | Rennen abgesagt (cancelled)                                      |
| ohne     | keine WM-Teilnahme |                                                                  |
| sonstige | P/fett             | Pole-Position                                                    |
| sonstige | 1/2/3/4/5/6/7/8    | Punktplatzierung im Sprint-/Qualifikationsrennen                 |
| sonstige | SR/kursiv          | Schnellste Rennrunde                                             |
| sonstige | *                  | nicht im Ziel, aufgrund der zurückgelegten Distanz aber gewertet |
| sonstige | ()                 | Streichresultate                                                 |
| sonstige | unterstrichen      | Führender in der Gesamtwertung                                   |

## Galerie

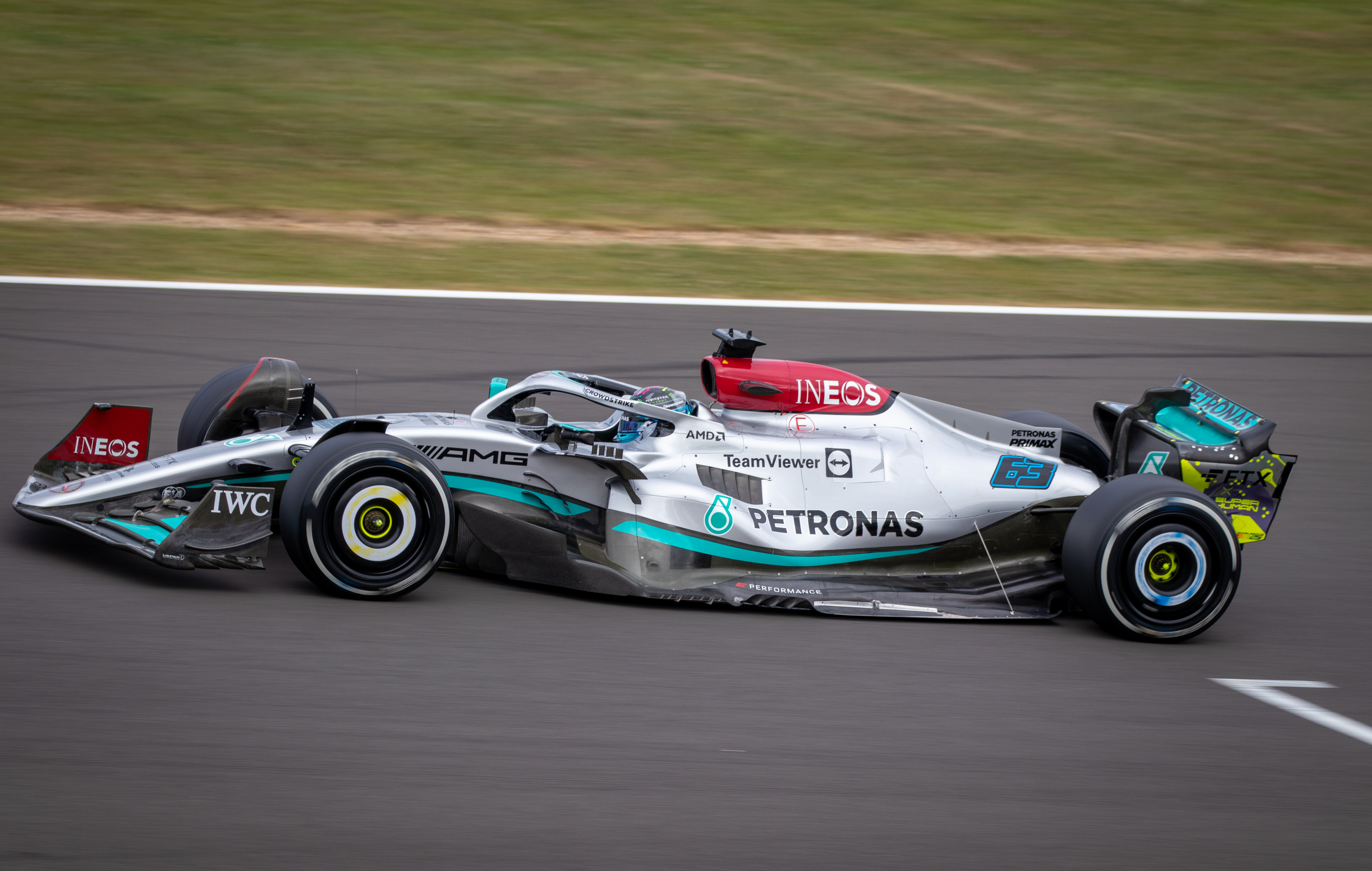
Veranschaulichung der geringen Bodenfreiheit im Fahrbetrieb am F1 W13
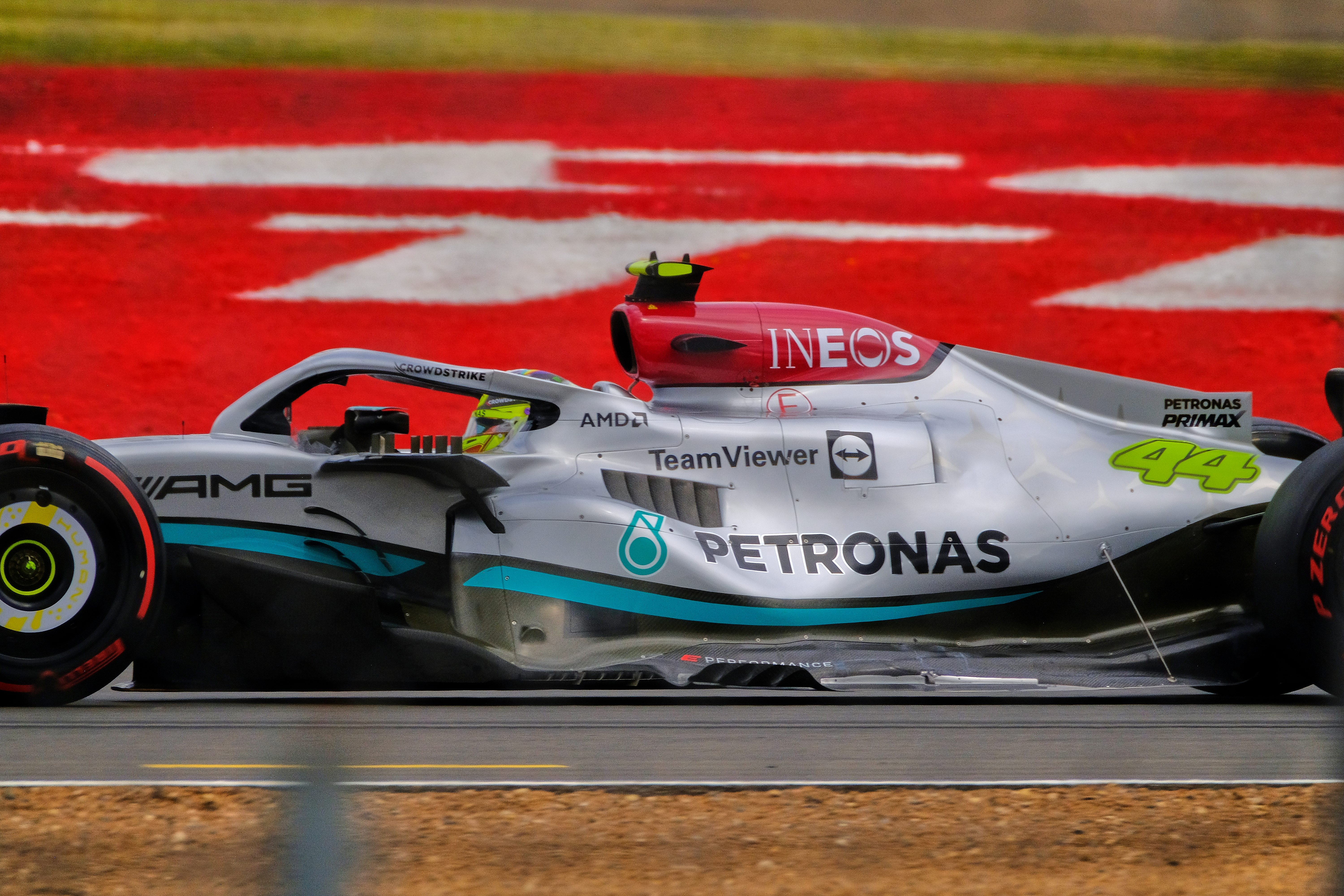
Nahaufnahme der Zeropod-Seitenkonzepts am F1 W13 E Performance
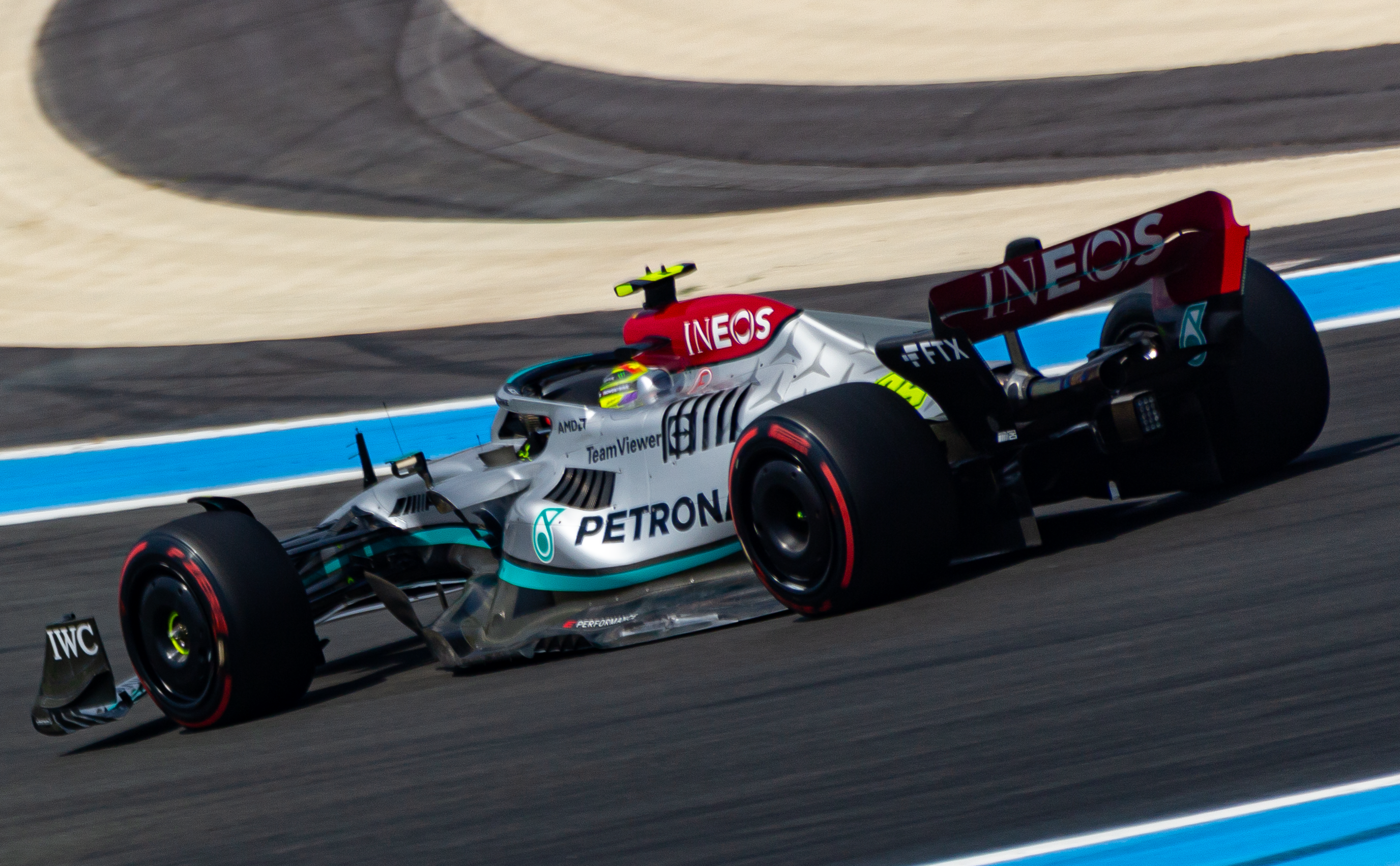
Heckaufnahme der F1 W13
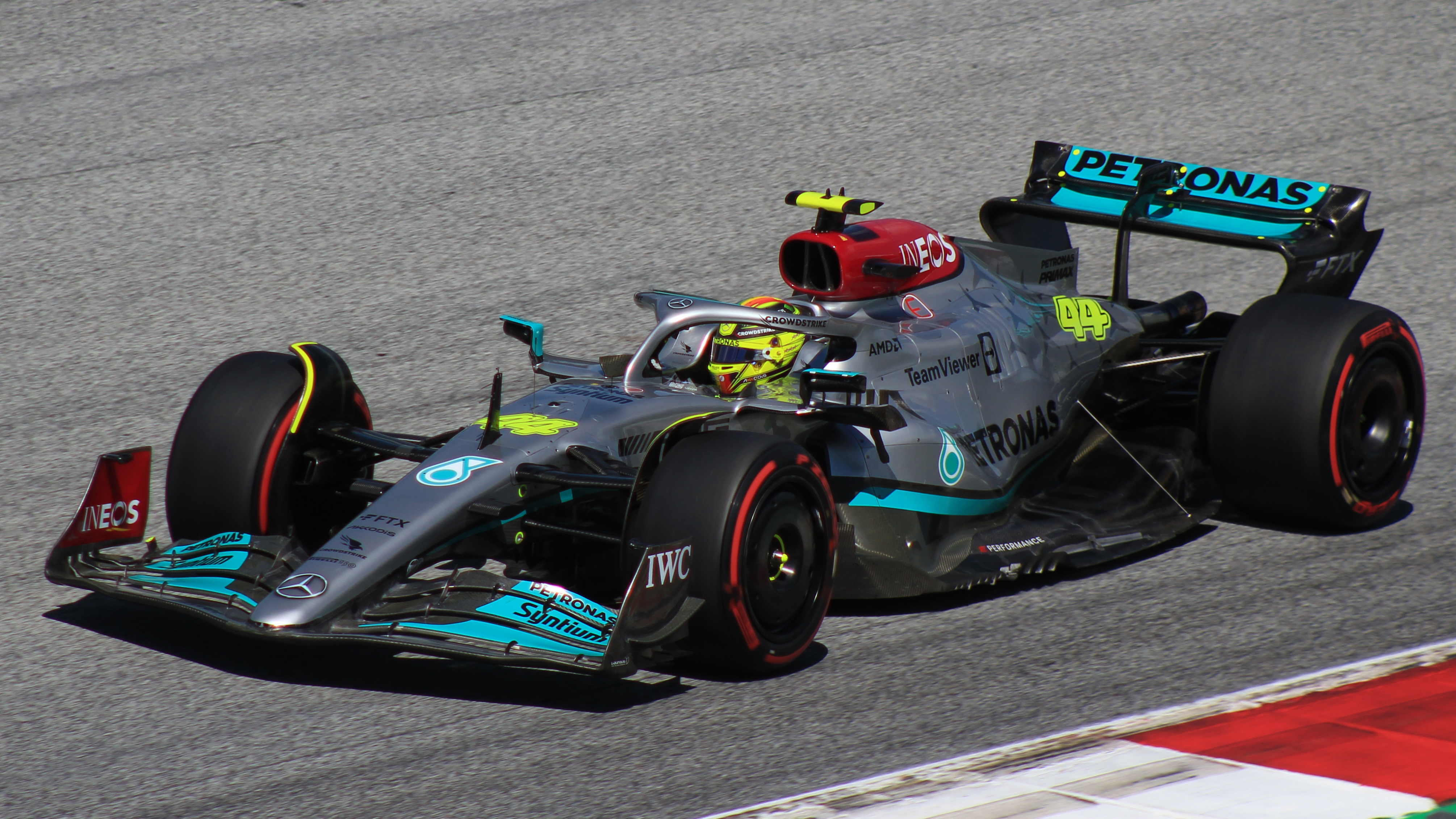
Hamilton im F1 W13 beim Österreich-GP
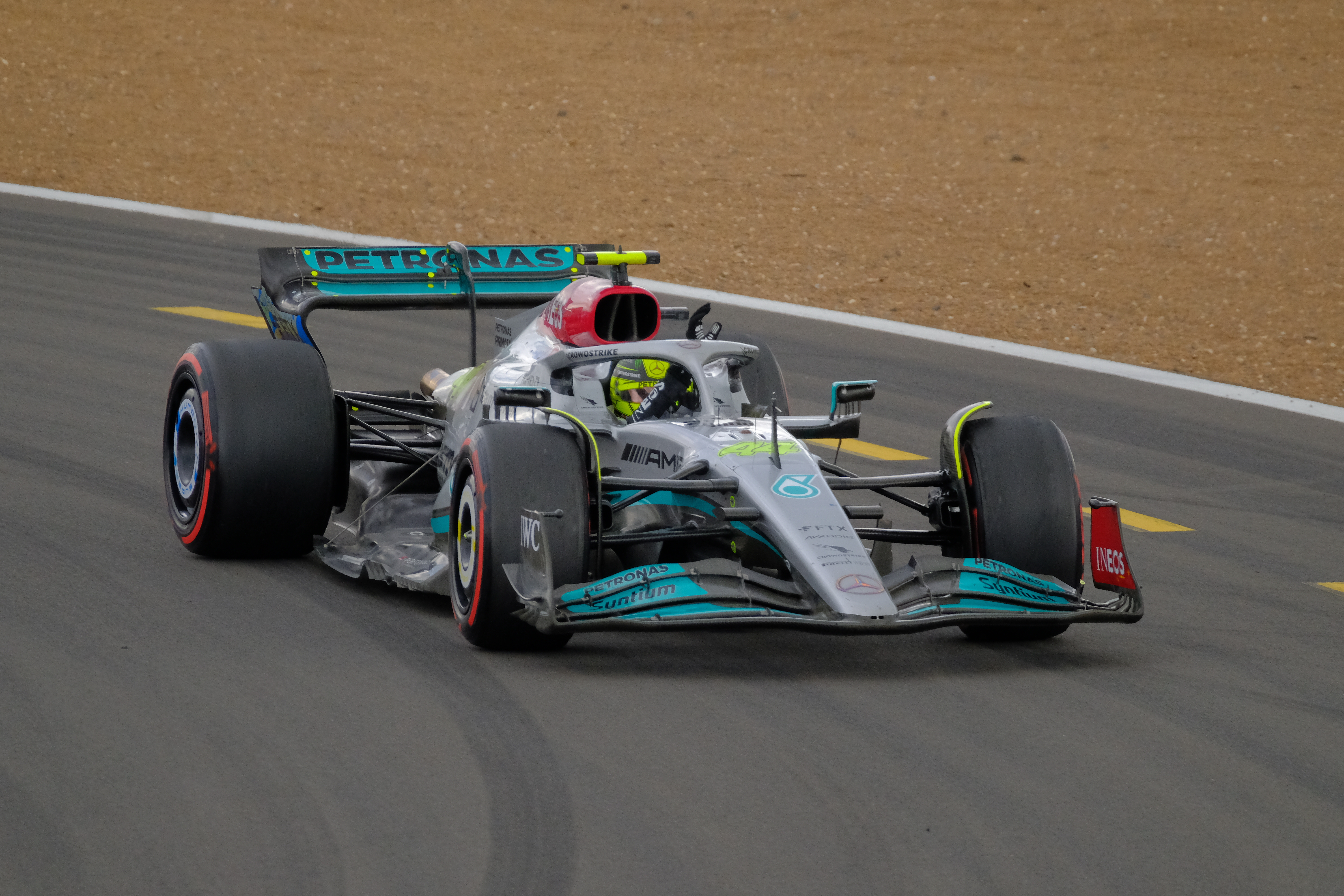
Hamilton im F1 W13 beim britischen GP
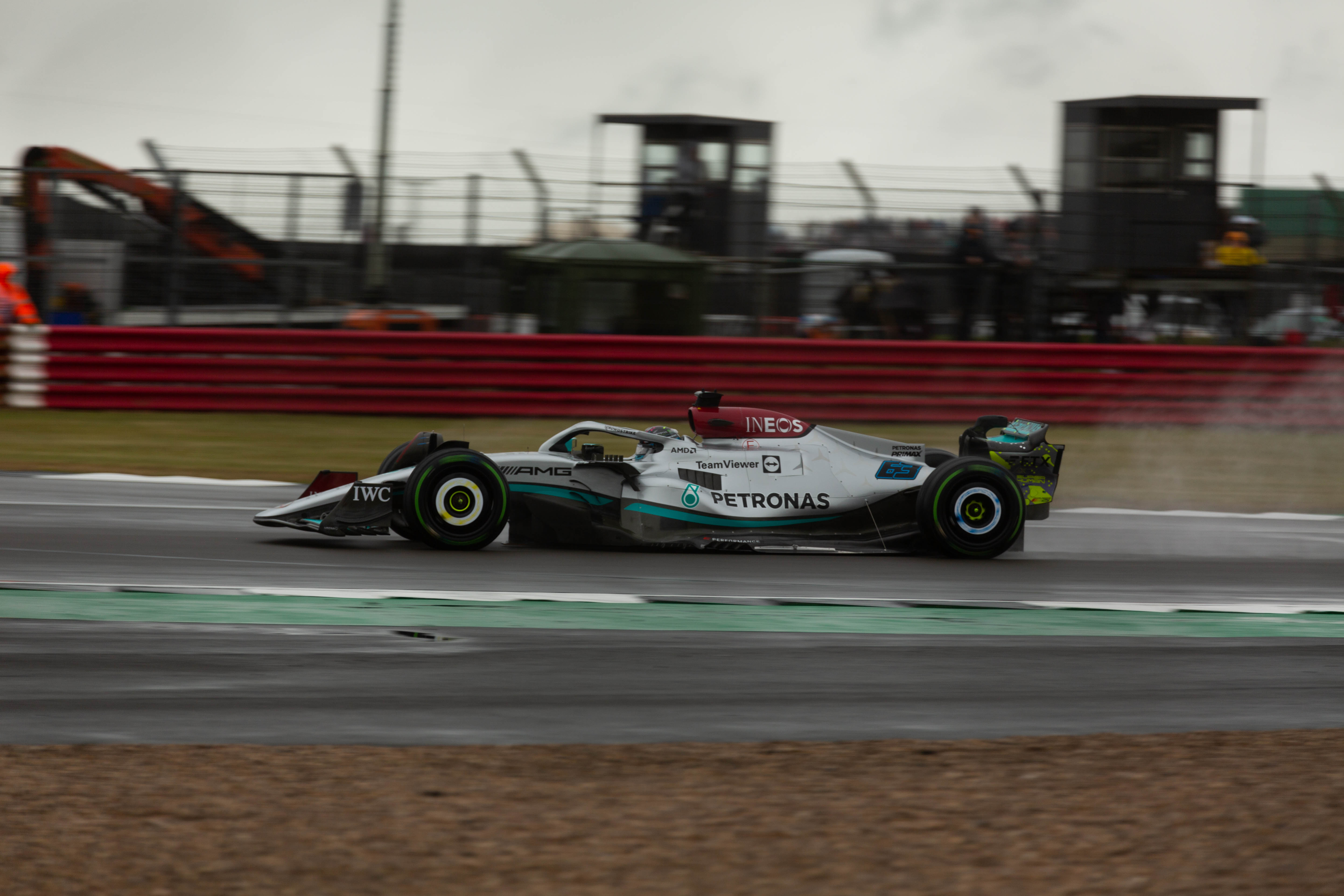
Aufnahme des F1 W13 von George Russell im verregneten Silverstone
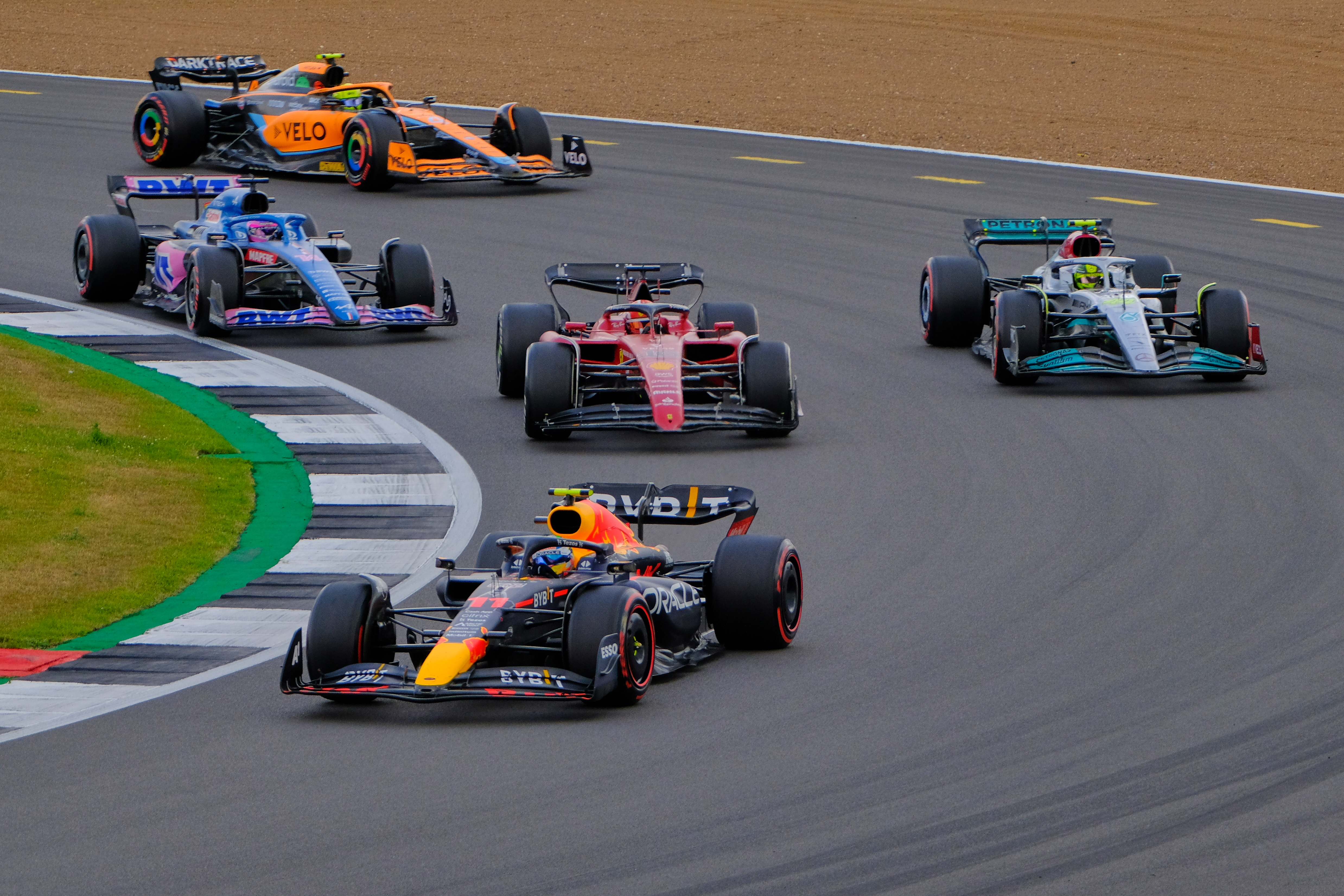
Rennszene mit Hamilton im F1 W13 beim britischen GP